# جن (مشروب كحولي)
الجِنّ (بالإنجليزية: Gin)‏، هو مشروب كحولي قوي، لونه شفاف, يصنع من تقطير كحول البذور البيضاء وعنب الجونيبر، الذي يمنحه طعمه الخاص.
طعم الجن الطبيعي هو جاف جداً، ولهذا يخلط مع مشروبات أخرى مثل التونك (بالإنجليزية: tonic)‏ وأسم جن مقتبس من عنب الجونيبر (توت العرعر) ونسبة الكحول به 37.5%.